# George Sydney Bunting
George Sydney Bunting, född 7 mars 1927 i USA, död 27 december 2015, var en amerikansk botaniker och hortonom.
Auktorsnamnet G.S.Bunting kan användas för George Sydney Bunting i samband med ett vetenskapligt namn inom botaniken; se Wikipediaartiklar som länkar till auktorsnamnet.